# Деалу Виилор (Горж)
Деалу Виилор (рум. Dealu Viilor) насеље је у Румунији у округу Горж у општини Катунеле. Oпштина се налази на надморској висини од 206 m.

## Становништво
Према подацима из 2002. године у насељу је живело 192 становника, од којих су сви румунске националности.